# Mochre
Mochre (biał. Махро, Machro; ros. Мохро, Mochro) – wieś na Białorusi, w obwodzie brzeskim, w rejonie janowskim, w sielsowiecie Mochre, przy drodze republikańskiej R144 i w pobliżu granicy z Ukrainą.

## Historia
W XIX i w początkach XX w. wieś i majątek ziemski położone w Rosji, w guberni mińskiej, w powiecie pińskim. Były siedzibą gminy Mochre, zlikwidowanej przed 1885 i włączonej do gminy Duboje. Majątek był od 1873 własnością Dewela.
W dwudziestoleciu międzywojennym leżały w Polsce, w województwie poleskim, w powiecie pińskim, w gminie Brodnica. W 1921 wieś liczyła 657 mieszkańców, zamieszkałych w 130 budynkach, w tym 655 Białorusinów i 2 Polaków. 653 mieszkańców było wyznania prawosławnego i 4 rzymskokatolickiego. Znajdował się tu wówczas przystanek kolejowy Mochro linii wąskotorowej Janów Poleski - Kamień Koszyrski (obecnie nieistniejącej). Położony był on pomiędzy przystankami Korzeliczyn i Kolano.
Po II wojnie światowej w granicach Związku Sowieckiego. Od 1991 w niepodległej Białorusi.

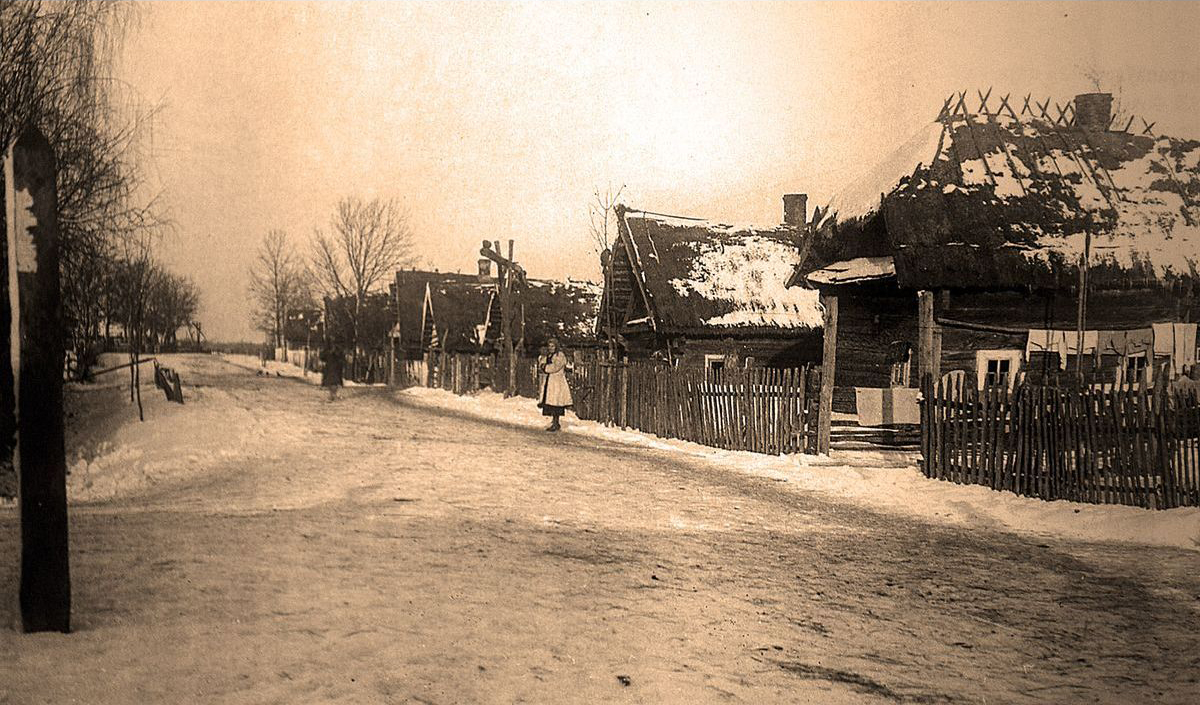
Mochre w 1934
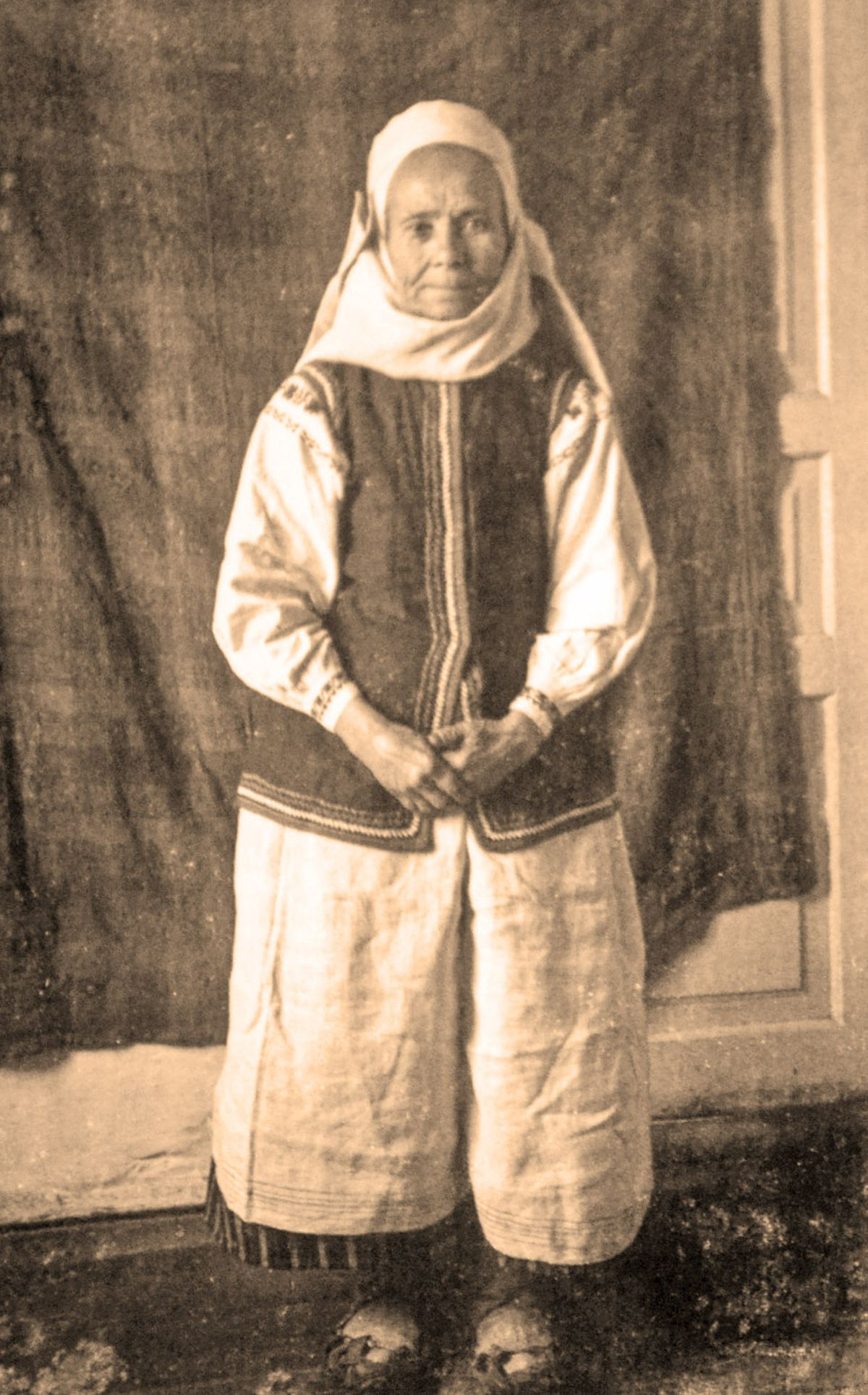
Mieszkanka Mochrego w 1934